# Lukas Loules/Diskografie
Diese Diskografie ist eine Übersicht über die musikalischen Werke des deutschen Komponisten, Liedtexters und Musikproduzenten Lukas Loules. Den Quellenangaben und Schallplattenauszeichnungen zufolge hat er bisher mehr als 1,7 Millionen Tonträger verkauft. Seine erfolgreichste Veröffentlichung ist die Autorenbeteiligung That’s My Girl – die er für die US-amerikanische Girlgroup Fifth Harmony tätigte – mit über 750.000 verkauften Einheiten.

## Alben

### Studioalben
| Jahr | Titel             | Höchstplatzierung, Gesamtwochen, AuszeichnungChartplatzierungen (Jahr, Titel, Platzierungen, Wochen, Auszeichnungen, Anmerkungen) | Höchstplatzierung, Gesamtwochen, AuszeichnungChartplatzierungen (Jahr, Titel, Platzierungen, Wochen, Auszeichnungen, Anmerkungen) | Höchstplatzierung, Gesamtwochen, AuszeichnungChartplatzierungen (Jahr, Titel, Platzierungen, Wochen, Auszeichnungen, Anmerkungen) | Höchstplatzierung, Gesamtwochen, AuszeichnungChartplatzierungen (Jahr, Titel, Platzierungen, Wochen, Auszeichnungen, Anmerkungen) | Höchstplatzierung, Gesamtwochen, AuszeichnungChartplatzierungen (Jahr, Titel, Platzierungen, Wochen, Auszeichnungen, Anmerkungen) | Anmerkungen                           |
| Jahr | Titel             | DE | AT | CH | UK | US | Anmerkungen                           |
| ---- | ----------------- | --- | --- | --- | --- | --- | ------------------------------------- |
| 1988 | Kopfhörer         | — | — | — | — | — | Erstveröffentlichung: 1988 mit Hauden |
| 1991 | Lukas             | — | — | — | — | — | Erstveröffentlichung: 1991            |
| 1993 | Simsalabim        | — | — | — | — | — | Erstveröffentlichung: 1993            |
| 2005 | Der König bin ich | DE16 (7 Wo.)DE | AT35 (6 Wo.)AT | — | — | — | Erstveröffentlichung: 10. Januar 2005 |

## Singles

### Als Leadmusiker
| Jahr | Titel Album                                                                                    | Höchstplatzierung, Gesamtwochen, AuszeichnungChartplatzierungen (Jahr, Titel, Album, Platzierungen, Wochen, Auszeichnungen, Anmerkungen) | Höchstplatzierung, Gesamtwochen, AuszeichnungChartplatzierungen (Jahr, Titel, Album, Platzierungen, Wochen, Auszeichnungen, Anmerkungen) | Höchstplatzierung, Gesamtwochen, AuszeichnungChartplatzierungen (Jahr, Titel, Album, Platzierungen, Wochen, Auszeichnungen, Anmerkungen) | Höchstplatzierung, Gesamtwochen, AuszeichnungChartplatzierungen (Jahr, Titel, Album, Platzierungen, Wochen, Auszeichnungen, Anmerkungen) | Höchstplatzierung, Gesamtwochen, AuszeichnungChartplatzierungen (Jahr, Titel, Album, Platzierungen, Wochen, Auszeichnungen, Anmerkungen) | Anmerkungen                                                                                  | [↑]: gemeinsam behandelt mit vorhergehendem Eintrag; [←]: in beiden Charts platziert |
| Jahr | Titel Album                                                                                    | DE | AT | CH | UK | US | Anmerkungen                                                                                  |                                                                                      |
| ---- | ---------------------------------------------------------------------------------------------- | --- | --- | --- | --- | --- | -------------------------------------------------------------------------------------------- | ------------------------------------------------------------------------------------ |
| 2004 | Was ich an dir mag Der König bin ich                                                           | DE3 (18 Wo.)DE | AT5 (16 Wo.)AT | CH31 (10 Wo.)CH | — | — | Erstveröffentlichung: 25. Oktober 2004                                                       |                                                                                      |
| 2004 | Weihnachten wär geiler, wär der Weihnachtsmann ’ne Frau Der König bin ich[DE: ↑][AT: ↑][CH: ↑] | DE3 (18 Wo.)DE | AT5 (16 Wo.)AT | CH31 (10 Wo.)CH | — | — | Erstveröffentlichung: 6. Dezember 2004 Doppel-A-Seite als Was ich an dir mag (X-mas Edition) |                                                                                      |
| 2005 | Kommt meine Liebe nicht bei dir an Der König bin ich                                           | DE18 (9 Wo.)DE | AT28 (5 Wo.)AT | — | — | — | Erstveröffentlichung: 31. Januar 2005 feat. Tryna                                            |                                                                                      |
| 2005 | Stell dir vor Der König bin ich                                                                | DE75 (2 Wo.)DE | — | — | — | — | Erstveröffentlichung: 11. April 2005                                                         |                                                                                      |
| 2005 | Du bist ich Freunde (O.S.T.)                                                                   | DE73 (4 Wo.)DE | — | — | — | — | Erstveröffentlichung: 9. Dezember 2005                                                       |                                                                                      |
| 2006 | Ganze Welt –                                                                                   | DE30 (6 Wo.)DE | — | — | — | — | Erstveröffentlichung: 3. November 2006 feat. Tryna                                           |                                                                                      |

Weitere Singles
- 1992: S.O.S.
- 1992: Astronauten
- 1993: Schenk mir dein Herz
- 1993: Gameboy

### Als Gastmusiker
| Jahr | Titel Album                                       | Höchstplatzierung, Gesamtwochen, AuszeichnungChartplatzierungen (Jahr, Titel, Album, Platzierungen, Wochen, Auszeichnungen, Anmerkungen) | Höchstplatzierung, Gesamtwochen, AuszeichnungChartplatzierungen (Jahr, Titel, Album, Platzierungen, Wochen, Auszeichnungen, Anmerkungen) | Höchstplatzierung, Gesamtwochen, AuszeichnungChartplatzierungen (Jahr, Titel, Album, Platzierungen, Wochen, Auszeichnungen, Anmerkungen) | Höchstplatzierung, Gesamtwochen, AuszeichnungChartplatzierungen (Jahr, Titel, Album, Platzierungen, Wochen, Auszeichnungen, Anmerkungen) | Höchstplatzierung, Gesamtwochen, AuszeichnungChartplatzierungen (Jahr, Titel, Album, Platzierungen, Wochen, Auszeichnungen, Anmerkungen) | Anmerkungen                                                |
| Jahr | Titel Album                                       | DE | AT | CH | UK | US | Anmerkungen                                                |
| ---- | ------------------------------------------------- | --- | --- | --- | --- | --- | ---------------------------------------------------------- |
| 2003 | Alles ändert sich (Alles oder nichts) Freier Fall | DE33 (5 Wo.)DE | AT50 (3 Wo.)AT | — | — | — | Erstveröffentlichung: 27. April 2003 Oli.P feat. Lukas     |
| 2003 | Neugeboren Freier Fall                            | DE85 (2 Wo.)DE | — | — | — | — | Erstveröffentlichung: 29. September 2003 Oli.P feat. Lukas |

Weitere Gastbeiträge
- 2008: Ein Andenken (Nena + Lukas Hilbert)

## Musikvideos
| Jahr | Titel                                                   | Regisseur(e)       |
| ---- | ------------------------------------------------------- | ------------------ |
| 2003 | Alles ändert sich (Alles oder nichts)                   | Carsten Gutschmidt |
| 2003 | Neugeboren                                              | Nikolaj Georgiew   |
| 2004 | Was ich an dir mag                                      | Nikolaj Georgiew   |
| 2004 | Weihnachten wär geiler, wär der Weihnachtsmann ’ne Frau | Nikolaj Georgiew   |
| 2005 | Kommt meine Liebe nicht bei dir an                      | Nikolaj Georgiew   |
| 2005 | Stell dir vor                                           | Nikolaj Georgiew   |
| 2005 | Du bist ich                                             | Nikolaj Georgiew   |
| 2006 | Ganze Welt                                              | Nikolaj Georgiew   |

## Autorenbeteiligungen und Produktionen
Lukas Loules als Autor (A) und Produzent (P) in den Charts

| Jahr | Titel Interpretation                                               | Höchstplatzierung, Gesamtwochen, AuszeichnungChartplatzierungen (Jahr, Titel, Interpretation, Platzierungen, Wochen, Auszeichnungen, Anmerkungen) | Höchstplatzierung, Gesamtwochen, AuszeichnungChartplatzierungen (Jahr, Titel, Interpretation, Platzierungen, Wochen, Auszeichnungen, Anmerkungen) | Höchstplatzierung, Gesamtwochen, AuszeichnungChartplatzierungen (Jahr, Titel, Interpretation, Platzierungen, Wochen, Auszeichnungen, Anmerkungen) | Höchstplatzierung, Gesamtwochen, AuszeichnungChartplatzierungen (Jahr, Titel, Interpretation, Platzierungen, Wochen, Auszeichnungen, Anmerkungen) | Höchstplatzierung, Gesamtwochen, AuszeichnungChartplatzierungen (Jahr, Titel, Interpretation, Platzierungen, Wochen, Auszeichnungen, Anmerkungen) | Anmerkungen                                                  |
| Jahr | Titel Interpretation                                               | DE | AT | CH | UK | US | Anmerkungen                                                  |
| ---- | ------------------------------------------------------------------ | --- | --- | --- | --- | --- | ------------------------------------------------------------ |
| 1995 | (Du musst ein) Schwein sein A Die Prinzen                          | DE8 Gold · (22 Wo.)DE | AT13 (12 Wo.)AT | CH26 (10 Wo.)CH | — | — | Erstveröffentlichung: 25. April 1995 Verkäufe: + 250.000     |
| 1996 | Boomerang A Blümchen                                               | DE7 (19 Wo.)DE | AT10 (12 Wo.)AT | CH9 (8 Wo.)CH | — | — | Erstveröffentlichung: 12. Juni 1996                          |
| 1998 | Was hast du in meinem Traum gemacht? A, P Nena                     | DE91 (1 Wo.)DE | — | — | — | — | Erstveröffentlichung: 2. März 1998                           |
| 1999 | Heut’ ist mein Tag A Blümchen                                      | DE15 (8 Wo.)DE | AT36 (2 Wo.)AT | CH41 (2 Wo.)CH | — | — | Erstveröffentlichung: 16. April 1999                         |
| 2000 | Rette mich A Peter Maffay & Roh                                    | DE95 (3 Wo.)DE | — | — | — | — | Erstveröffentlichung: 15. Mai 2000                           |
| 2000 | Die Welt gehört mir A Blümchen                                     | DE96 (1 Wo.)DE | — | — | — | — | Erstveröffentlichung: 1. September 2000                      |
| 2000 | Du und ich für immer A Peter Maffay                                | DE87 (3 Wo.)DE | — | — | — | — | Erstveröffentlichung: 11. September 2000                     |
| 2003 | Chronisch pleite A, P Die Prinzen                                  | DE56 (5 Wo.)DE | — | — | — | — | Erstveröffentlichung: 10. Februar 2003                       |
| 2003 | Alles ändert sich (Alles oder nichts) A Oli P. feat. Lukas         | DE33 (5 Wo.)DE | AT50 (3 Wo.)AT | — | — | — | Erstveröffentlichung: 27. April 2003                         |
| 2003 | Für dich A Yvonne Catterfeld                                       | DE1 Platin · (26 Wo.)DE | AT1 Gold · (28 Wo.)AT | CH1 Gold · (19 Wo.)CH | — | — | Erstveröffentlichung: 5. Mai 2003 Verkäufe: + 335.000        |
| 2003 | Du bist das Größte A, P Ulf                                        | DE10 (9 Wo.)DE | — | — | — | — | Erstveröffentlichung: 19. Mai 2003                           |
| 2003 | Ich liebe das Leben A, P Ulf                                       | DE30 (5 Wo.)DE | — | — | — | — | Erstveröffentlichung: 23. Juni 2003                          |
| 2003 | Liebst du mich (oder liebst du mich nicht) A, P Hella              | DE10 (9 Wo.)DE | AT16 (9 Wo.)AT | — | — | — | Erstveröffentlichung: 30. Juni 2003                          |
| 2003 | Anfang ohne Ende A Big Brother Allstars                            | DE9 (7 Wo.)DE | AT32 (6 Wo.)AT | — | — | — | Erstveröffentlichung: 7. Juli 2003                           |
| 2003 | In meinen Träumen A, P Hella feat. Sava                            | DE39 (6 Wo.)DE | AT44 (2 Wo.)AT | — | — | — | Erstveröffentlichung: 28. Juli 2003                          |
| 2003 | Neugeboren A, P Oli.P feat. Lukas                                  | DE85 (2 Wo.)DE | — | — | — | — | Erstveröffentlichung: 29. September 2003                     |
| 2004 | Ich bin ein Star – Holt mich hier raus A Dschungel-Allstars        | DE2 (9 Wo.)DE | AT18 (8 Wo.)AT | CH31 (4 Wo.)CH | — | — | Erstveröffentlichung: 25. Januar 2004                        |
| 2004 | Unser Haus A, P Big Brother Allstars                               | DE8 (9 Wo.)DE | AT26 (9 Wo.)AT | — | — | — | Erstveröffentlichung: 16. Mai 2004                           |
| 2004 | So ist das Spiel, so ist das Leben A, P Almina                     | DE43 (5 Wo.)DE | AT33 (6 Wo.)AT | — | — | — | Erstveröffentlichung: 18. Juli 2004                          |
| 2004 | Was ich an dir mag A Lukas Hilbert                                 | DE3 (18 Wo.)DE | AT5 (16 Wo.)AT | CH31 (10 Wo.)CH | — | — | Erstveröffentlichung: 25. Oktober 2004                       |
| 2004 | Sweetest Poison A, P Nu Pagadi                                     | DE1 Gold · (14 Wo.)DE | AT1 Gold · (17 Wo.)AT | CH1 (12 Wo.)CH | — | — | Erstveröffentlichung: 13. Dezember 2004 Verkäufe: + 200.000  |
| 2005 | Kommt meine Liebe nicht bei dir an A Lukas Hilbert feat. Tryna     | DE18 (9 Wo.)DE | AT28 (5 Wo.)AT | — | — | — | Erstveröffentlichung: 31. Januar 2005                        |
| 2005 | Dying Words A, P Nu Pagadi                                         | DE22 (9 Wo.)DE | AT36 (5 Wo.)AT | CH47 (5 Wo.)CH | — | — | Erstveröffentlichung: 21. Februar 2005                       |
| 2005 | Stell dir vor A Lukas Hilbert                                      | DE75 (2 Wo.)DE | — | — | — | — | Erstveröffentlichung: 11. April 2005                         |
| 2005 | Du bist ich A Lukas Hilbert                                        | DE73 (4 Wo.)DE | — | — | — | — | Erstveröffentlichung: 9. Dezember 2005                       |
| 2006 | Erinner mich, dich zu vergessen A, P Yvonne Catterfeld             | DE6 (11 Wo.)DE | AT22 (8 Wo.)AT | CH23 (9 Wo.)CH | — | — | Erstveröffentlichung: 6. Oktober 2006                        |
| 2006 | Ganze Welt A Lukas Hilbert feat. Tryna                             | DE30 (6 Wo.)DE | — | — | — | — | Erstveröffentlichung: 3. November 2006                       |
| 2006 | Mr. DJ Put on the Red Light A U 96 feat. Das Bo                    | DE77 (8 Wo.)DE | — | — | — | — | Erstveröffentlichung: 1. Dezember 2006                       |
| 2007 | Bedingungslos A Kate & Ben                                         | DE16 (9 Wo.)DE | AT74 (1 Wo.)AT | — | — | — | Erstveröffentlichung: 3. August 2007                         |
| 2007 | Learn to Love You A, P Lisa Bund                                   | DE18 (9 Wo.)DE | AT36 (6 Wo.)AT | CH66 (2 Wo.)CH | — | — | Erstveröffentlichung: 31. August 2007                        |
| 2007 | Ich lieb’ dich immer noch so sehr A Kate & Ben                     | DE45 (6 Wo.)DE | — | — | — | — | Erstveröffentlichung: 23. November 2007                      |
| 2008 | Träume leben ewig A Christina Stürmer                              | DE40 (6 Wo.)DE | AT10 (12 Wo.)AT | — | — | — | Erstveröffentlichung: 28. März 2008                          |
| 2008 | 2 Herzen A Kate & Ben                                              | DE43 (7 Wo.)DE | — | — | — | — | Erstveröffentlichung: 4. April 2008                          |
| 2008 | Du bist so porno A Alex C. feat. Yass                              | DE21 (9 Wo.)DE | AT12 (12 Wo.)AT | — | — | — | Erstveröffentlichung: 25. April 2008                         |
| 2009 | Wir sind wahr A Nena                                               | DE17 (10 Wo.)DE | AT50 (2 Wo.)AT | CH50 (2 Wo.)CH | — | — | Erstveröffentlichung: 18. September 2009                     |
| 2010 | Missing You A, P The Saturdays                                     | — | — | — | UK3 Silber · (14 Wo.)UK | — | Erstveröffentlichung: 30. Mai 2010 Verkäufe: + 200.000       |
| 2013 | Tonight I’m Getting Over You A, P Carly Rae Jepsen                 | — | — | CH74 (1 Wo.)CH | UK33 (6 Wo.)UK | US90 (1 Wo.)US | Erstveröffentlichung: 21. Januar 2013 Verkäufe: + 15.000     |
| 2015 | Sun Goes Down A David Guetta & Showtek feat. Magic! & Sonny Wilson | DE67 (5 Wo.)DE | — | — | — | — | Erstveröffentlichung: 31. Juli 2015                          |
| 2016 | The Life A, P Fifth Harmony                                        | — | — | — | UK97 (1 Wo.)UK | — | Erstveröffentlichung: 24. März 2016                          |
| 2016 | That’s My Girl A, P Fifth Harmony                                  | — | — | — | UK26 Silber · (13 Wo.)UK | US73 Gold · (3 Wo.)US | Erstveröffentlichung: 27. September 2016 Verkäufe: + 750.000 |
| 2020 | Diamant A Luca Hänni                                               | — | — | CH65 (1 Wo.)CH | — | — | Erstveröffentlichung: 22. Mai 2020                           |

## Statistik

### Chartauswertung
|                     | DE    | AT    | CH    | UK    | US    |
| ------------------- | ----- | ----- | ----- | ----- | ----- |
| Nummer-eins-Alben   | DE—DE | AT—AT | CH—CH | UK—UK | US—US |
| Top-10-Alben        | DE—DE | AT—AT | CH—CH | UK—UK | US—US |
| Alben in den Charts | DE1DE | AT1AT | CH—CH | UK—UK | US—US |

|                       | DE    | AT    | CH    | UK    | US    |
| --------------------- | ----- | ----- | ----- | ----- | ----- |
| Nummer-eins-Singles   | DE—DE | AT—AT | CH—CH | UK—UK | US—US |
| Top-10-Singles        | DE1DE | AT1AT | CH—CH | UK—UK | US—US |
| Singles in den Charts | DE7DE | AT3AT | CH1CH | UK—UK | US—US |

|                       | DE     | AT     | CH     | UK    | US    |
| --------------------- | ------ | ------ | ------ | ----- | ----- |
| Nummer-eins-Singles   | DE2DE  | AT2AT  | CH2CH  | UK—UK | US—US |
| Top-10-Singles        | DE11DE | AT5AT  | CH3CH  | UK1UK | US—US |
| Singles in den Charts | DE36DE | AT21AT | CH13CH | UK4UK | US2US |

|                       | DE     | AT    | CH    | UK    | US    |
| --------------------- | ------ | ----- | ----- | ----- | ----- |
| Nummer-eins-Singles   | DE1DE  | AT1AT | CH1CH | UK—UK | US—US |
| Top-10-Singles        | DE5DE  | AT1AT | CH1CH | UK1UK | US—US |
| Singles in den Charts | DE13DE | AT8AT | CH5CH | UK4UK | US2US |

### Auszeichnungen für Musikverkäufe
| Goldene Schallplatte - Dänemark - 2013: für die Autorenbeteiligung Tonight I’m Getting Over You (Carly Rae Jepsen) - Kanada - 2017: für die Autorenbeteiligung That’s My Girl (Fifth Harmony) - Polen - 2017: für die Autorenbeteiligung That’s My Girl (Fifth Harmony) |

Anmerkung: Auszeichnungen in Ländern aus den Charttabellen bzw. Chartboxen sind in ebendiesen zu finden.
| Land/RegionAuszeichnungen für Musikverkäufe (Land/Region, Auszeichnungen, Verkäufe, Quellen) | Silber     | Gold     | Platin  | Verkäufe | Quellen           |
| -------------------------------------------------------------------------------------------- | ---------- | -------- | ------- | -------- | ----------------- |
| Dänemark (IFPI)                                                                              | —          | Gold1    | —       | 15.000   | ifpi.dk           |
| Deutschland (BVMI)                                                                           | —          | 2× Gold2 | Platin1 | 735.000  | musikindustrie.de |
| Kanada (MC)                                                                                  | —          | Gold1    | —       | 40.000   | musiccanada.com   |
| Österreich (IFPI)                                                                            | —          | 2× Gold2 | —       | 30.000   | ifpi.at           |
| Polen (ZPAV)                                                                                 | —          | Gold1    | —       | 10.000   | olis.pl           |
| Schweiz (IFPI)                                                                               | —          | Gold1    | —       | 20.000   | hitparade.ch      |
| Vereinigte Staaten (RIAA)                                                                    | —          | Gold1    | —       | 500.000  | riaa.com          |
| Vereinigtes Königreich (BPI)                                                                 | 2× Silber2 | —        | —       | 400.000  | bpi.co.uk         |
| Insgesamt                                                                                    | 2× Silber2 | 9× Gold9 | Platin1 |          |                   |